# Eve McVeagh
Eve McVeagh (Cincinnati, 15 luglio 1919 – Los Angeles, 10 dicembre 1997) è stata un'attrice statunitense.
Ha recitato in oltre 20 film e in oltre 120 produzioni televisive.

## Filmografia

### Cinema
- Mezzogiorno di fuoco (High Noon), regia di Fred Zinnemann (1952)
- Delitto alla televisione (The Glass Web), regia di Jack Arnold (1953)
- Quarto grado (Tight Spot), regia di Phil Karlson (1955)
- La tela del ragno (The Cobweb), regia di Vincente Minnelli (1955)
- Nessuno resta solo (Not as a Stranger), regia di Stanley Kramer (1955)
- It's a Dog's Life, regia di Herman Hoffman (1955)
- Piangerò domani (I'll Cry Tomorrow), regia di Daniel Mann (1955)
- Sesso debole? (film 1956) (The Opposite Sex), regia di David Miller (1956)
- Supplizio (The Rack), regia di Arnold Laven (1956)
- Rappresaglia (Reprisal!), regia di George Sherman (1956)
- L'ombra alla finestra (The Shadow on the Window), regia di William Asher (1957)
- Furia a Rio Apache (Sierra Stranger), regia di Lee Sholem (1957)
- Furia selvaggia (The Left Handed Gun), regia di Arthur Penn (1958)
- Unwed Mother, regia di Walter Doniger (1958)
- La febbre del delitto (Crime & Punishment, USA), regia di Denis Sanders (1959)
- Spionaggio al vertice (Man on a String), regia di André De Toth (1960)
- Alì mago d'oriente (The Wizard of Baghdad), regia di George Sherman (1960)
- La via del West (The Way West), regia di Andrew V. McLaglen (1967)
- Tre femmine in soffitta (Three in the Attic), regia di Richard Wilson (1968)
- Airport, regia di George Seaton (1970)
- Il silenzio si paga con la vita (The Liberation of L.B. Jones), regia di William Wyler (1970)
- Glass Houses, regia di Alexander Singer (1972)
- Money to Burn, regia di Virginia L. Stone (1983)
- Dr. Creator - Specialista in miracoli (Creator), regia di Ivan Passer (1985)

### Televisione
- Faraway Hill – serie TV (1946)
- Public Prosecutor – serie TV, un episodio (1947)
- Royal Playhouse – serie TV, 4 episodi (1951-1954)
- The Red Skelton Show – serie TV (1951)
- Squadra mobile (Racket Squad) – serie TV, un episodio (1952)
- Schlitz Playhouse of Stars – serie TV, un episodio (1952)
- Your Jeweler's Showcase – serie TV, un episodio (1952)
- Life with Luigi – serie TV, un episodio (1953)
- Hollywood Opening Night – serie TV, un episodio (1953)
- Dragnet – serie TV, un episodio (1954)
- Lucy ed io (I Love Lucy) – serie TV, un episodio (1954)
- Climax! – serie TV, episodio 1x04 (1954)
- I Led 3 Lives – serie TV, un episodio (1955)
- The Pepsi-Cola Playhouse – serie TV, un episodio (1955)
- The Ford Television Theatre – serie TV, un episodio (1955)
- Damon Runyon Theater – serie TV, episodio 1x07 (1955)
- Stage 7 – serie TV, episodio 1x20 (1955)
- Crossroads – serie TV, episodio 1x03 (1955)
- Lux Video Theatre – serie TV, 2 episodi (1956-1957)
- Crusader – serie TV, episodio 1x15 (1956)
- The 20th Century-Fox Hour – serie TV, episodio 1x09 (1956)
- Scienza e fantasia (Science Fiction Theatre) – serie TV, episodio 2x04 (1956)
- La pattuglia della strada (Highway Patrol) – serie TV, un episodio (1956)
- Matinee Theatre – serie TV, un episodio (1956)
- Perry Mason – serie TV, 3 episodi (1957-1960)
- The Jack Benny Program – serie TV, un episodio (1957)
- Adventures of Superman – serie TV, un episodio (1957)
- The George Sanders Mystery Theater – serie TV, un episodio (1957)
- Date with the Angels – serie TV, un episodio (1957)
- Casey Jones – serie TV, un episodio (1957)
- The Court of Last Resort – serie TV, episodio 1x17 (1958)
- Mike Hammer – serie TV, un episodio (1958)
- General Electric Theater – serie TV, episodio 7x02 (1958)
- Man with a Camera – serie TV, un episodio (1958)
- Alfred Hitchcock presenta (Alfred Hitchcock Presents) – serie TV, 4 episodi (1959-1962)
- Alcoa Theatre – serie TV, un episodio (1959)
- L'uomo ombra (The Thin Man) – serie TV, episodio 2x31 (1959)
- Gli uomini della prateria (Rawhide) - serie TV, episodio 1x22 (1959)
- Dennis the Menace – serie TV, un episodio (1959)
- Johnny Ringo – serie TV, un episodio (1960)
- Lawman – serie TV, un episodio (1960)
- Avventure lungo il fiume (Riverboat) – serie TV, un episodio (1960)
- Startime – serie TV, un episodio (1960)
- The Clear Horizon – serie TV  (1960-1962)
- Coronado 9 – serie TV, un episodio (1961)
- Surfside 6 – serie TV, episodio 1x31 (1961)
- The Real McCoys – serie TV, un episodio (1961)
- Tales of Wells Fargo – serie TV, un episodio (1961)
- Lotta senza quartiere (Cain's Hundred) – serie TV, un episodio (1961)
- 87ª squadra (87th Precinct) – serie TV, un episodio (1961)
- Carovane verso il West (Wagon Train) – serie TV, 2 episodi (1962-1963)
- Ai confini della realtà (The Twilight Zone) – serie TV, 2 episodi (1962-1964)
- Scacco matto (Checkmate) – serie TV, episodio 2x15 (1962)
- Have Gun - Will Travel – serie TV, episodio 5x23 (1962)
- Thriller – serie TV, 2 episodi (1962)
- The Law and Mr. Jones – serie TV, un episodio (1962)
- The Tall Man – serie TV, un episodio (1962)
- L'ora di Hitchcock (The Alfred Hitchcock Hour) – serie TV, 2 episodi (1963-1965)
- The Lieutenant – serie TV, episodio 1x09 (1963)
- Indirizzo permanente (77 Sunset Strip) – serie TV, 2 episodi (1963)
- Petticoat Junction – serie TV, 3 episodi (1963)
- Sotto accusa (Arrest and Trial) – serie TV, episodio 1x21 (1964)
- Karen – serie TV, un episodio (1964)
- Organizzazione U.N.C.L.E. (The Man from U.N.C.L.E.) – serie TV, un episodio (1965)
- Il dottor Kildare (Dr. Kildare) – serie TV, un episodio (1965)
- Daniel Boone – serie TV, 2 episodi (1965)
- Hank – serie TV, un episodio (1966)
- Il mio amico marziano (My Favorite Martian) – serie TV, un episodio (1966)
- I forti di Forte Coraggio (F Troop) – serie TV, un episodio (1966)
- Mamma a quattro ruote (My Mother the Car) – serie TV, un episodio (1966)
- Io e i miei tre figli (My Three Sons) – serie TV, episodio 6x30 (1966)
- Dragnet 1967 – serie TV, 3 episodi (1967-1969)
- Il virginiano (The Virginian) – serie TV, 2 episodi (1967-1969)
- F.B.I. (The F.B.I.) – serie TV, un episodio (1967)
- Hey, Landlord – serie TV, un episodio (1967)
- Bonanza - serie TV, episodio 9x05 (1967)
- Adam-12 – serie TV, 3 episodi (1968-1973)
- Ironside – serie TV, un episodio (1968)
- The Outsider – serie TV, episodio 1x11 (1968)
- Room 222 – serie TV, 3 episodi (1969-1971)
- Anatomy of a Crime – film TV (1969)
- Mayberry R.F.D. – serie TV, un episodio (1969)
- Roberta – film TV (1969)
- La strana coppia (The Odd Couple) – serie TV, un episodio (1970)
- Love, American Style – serie TV, un episodio (1971)
- McMillan e signora (McMillan & Wife) – serie TV, 3 episodi (1972-1974)
- Una moglie per papà (The Courtship of Eddie's Father) – serie TV, un episodio (1972)
- The Daughters of Joshua Cabe – film TV (1972)
- Due onesti fuorilegge (Alias Smith and Jones) – serie TV, un episodio (1972)
- Le strade di San Francisco (The Streets of San Francisco) – serie TV, un episodio (1973)
- Here's Lucy – serie TV, un episodio (1973)
- Le sorelle Snoop – serie TV, un episodio (1974)
- Sulle strade della California (Police Story) – serie TV, un episodio (1974)
- Movin' On – serie TV, un episodio (1974)
- The Texas Wheelers – serie TV, un episodio (1975)
- La casa nella prateria (Little House on the Prairie) – serie TV, un episodio (1975)
- Maude – serie TV, un episodio (1975)
- Exo-Man – film TV (1977)
- La donna bionica (The Bionic Woman) – serie TV, un episodio (1977)
- Lou Grant – serie TV, 2 episodi (1979-1981)
- Charlie's Angels - serie TV, episodio 3x14 (1979)
- Murder by Natural Causes – film TV (1979)
- Barnaby Jones – serie TV, un episodio (1979)
- I Jefferson (The Jeffersons) – serie TV, un episodio (1980)
- Power – film TV (1980)
- CHiPs – serie TV, un episodio (1980)
- L'incredibile Hulk (The Incredible Hulk) – serie TV, un episodio (1981)
- California (Knots Landing) – serie TV, un episodio (1982)
- Life of the Party: The Story of Beatrice – film TV (1982)
- Hill Street giorno e notte (Hill Street Blues) – serie TV, un episodio (1982)
- Supercar (Knight Rider) – serie TV, un episodio (1983)
- Jennifer (Jennifer Slept Here) – serie TV, un episodio (1984)
- Hunter – serie TV, un episodio (1984)
- Airwolf – serie TV, un episodio (1984)
- Simon & Simon – serie TV, 2 episodi (1985-1986)
- Autostop per il cielo (Highway to Heaven) – serie TV, un episodio (1985)
- T.J. Hooker – serie TV, un episodio (1985)
- New York New York (Cagney & Lacey) – serie TV, un episodio (1985)
- Mathnet – serie TV, un episodio (1987)
- Square One TV – serie TV, un episodio (1987)